# 김형철 (아나운서)
김형철(1982년 12월 11일 ~ )은 대한민국의 KBS 아나운서이다.

## 학력
- 경희대학교 통번역학 학사

## 경력
- 2012년: KBS순천방송국 아나운서
- 2013년: SBS CNBC 아나운서
- 2014년: KBS 41기 공채 아나운서 (KBS전주방송총국, KBS대전방송총국 지역근무)